# Mario Attilio Levi
Mario Attilio Levi (Torino, 12 giugno 1902 – Pregassona, 28 gennaio 1998) è stato uno storico e archeologo italiano, importante studioso di storia antica.

## Biografia
Già titolare della cattedra di Storia romana, con l'incarico poi di Storia greca, all'Università degli Studi di Torino, fu dal 1936 professore di Storia antica all'Università degli Studi di Milano. È stato anche professore in alcune università straniere. Fondò e diresse il Centro studi e documentazione sull'Italia romana e fu presidente del Comitato Internazionale per lo studio delle città antiche.
Negli anni trenta Levi si fece interprete consapevole di una lettura in chiave ideologica della storia di Roma, con un esplicito richiamo al fascismo. Nello scritto del 1934 Roma negli studi storici italiani, per esempio, Levi pose "nella linea storiografica fissata dalla mente di Mussolini" la lettura della storia di Roma per l'individuazione della "origine lontana e [del]la nascita sanguinosa della nostra Nazione" (p. 31). Numerosi sono del resto le pubblicazioni di quegli anni in cui Levi espresse la propria adesione agli indirizzi di Mussolini in tema di politica culturale e storia di Roma, anche sostenuto dai riconoscimenti del ministro Cesare De Vecchi ("Levi è di quella schiera di fascisti della vigilia che hanno saputo maneggiare con lo stesso spirito il libro ed il pugnale", si legge nell'introduzione alla Politica imperiale di Roma del 1936).
Tenente degli Alpini durante la seconda guerra mondiale, venne insignito di una medaglia d'argento al valor militare per le azioni di resistenza alle forze di occupazione tedesche a Porta San Paolo nel settembre 1943 e in seguito nelle file dell'esercito italiano, inquadrato nel Gruppo di Combattimento "Friuli". In quel periodo, e per via delle persecuzioni antisemite, ha pubblicato alcuni suoi contributi sotto lo pseudonimo di Manlio Canavesi.
Fu socio nazionale dell'Accademia dei Lincei. Alla sua memoria è stata dedicata la sala Auditorium dell'Università di Milano.

## Curiosità
Il 7 luglio del 1948, Mario Attilio Levi fu protagonista di una spiacevole vicenda di cronaca. Nominato presidente di una commissione d'esame di maturità classica, mentre si trovava su un autobus a Roma, fu derubato del plico sigillato contenente i temi di esame. Nel timore che le prove fossero divulgate, si dispose il rinvio di cinque giorni dell'esame in tutti i licei classici d'Italia. La vicenda fu anche oggetto di un'interrogazione parlamentare.

## Opere

### Di argomento greco
- Timeo in Diodoro IV e V, Milano: Aegyptus, 1925
- Un documento d'arbitrato fra Megalopoli e Turia, Torino: Bona, 1931
- Studi su Timeo di Tauromenio: l'Alessandra, Milano: Vita e Pensiero, 1932
- Fra Oriente e Grecia, Napoli: Gaetano Macchiaroli editore, 1949
- Studi su Alcibiade, Napoli: Edizioni Scientifiche Italiane, 1950
- In merito a Tucidide, Napoli: Gaetano Macchiaroli editore, 1952
- Corso di storia greca, a cura di Sergio Musitelli. Anno accademico 1952-53. (Università degli studi di Milano. Facoltà di Lettere e Filosofia), Milano: Ceum, Coop. Ed. Universitaria Milanese La Goliardica, 1953
- Corso di storia greca: anno accademico 1953-54, Milano: Cooperativa editoriale Universitaria milanese, 1954
- Plutarco e il V secolo, Milano-Varese: Istituto editoriale Cisalpino, 1955
- Nuove postille semantiche isocratee. Nota, Milano: Ist. Lombardo di scienze e lettere, 1958
- Isocrate: saggio critico, Milano-Varese: Istituto editoriale cisalpino, 1959
- L'areopagitico di Isocrate e l'emendamento di Clitofonte, Milano-Varese: Tip. Nicola e C., 1959
- I politeumata e la evoluzione della società ellenica nel IV secolo a.C., Napoli: Macchiaroli, 1963
- La Grecia antica, Torino: Unione tipografico-editrice torinese, 1963
- Quattro scritti di storia spartana e altri scritti di storia greca, Milano; Varese: Istituto editoriale cisalpino, 1967
- Commento storico alla Respublica Atheniensium di Aristotele, Milano; Varese: Istituto editoriale cisalpino, 1968
- L'Economico di Senofonte e l'Economico di Aristotele: Saggio di indagine contenutistica sul comportamento umano nella Grecia del IV secolo a.C., Milano: Cisalpino-Goliardica, 1972
- L'idillio XVII di Teocrito e il governo dei primi Tolemei. Nota, Milano: Istituto lombardo di scienze e lettere, 1975
- Studi tolemaici, Napoli: Macchiaroli, 1975
- Alessandro Magno, Milano: Rusconi, 1977
- Introduzione ad Alessandro Magno, Milano: Cisalpino-Goliardica, 1977
- Il senso della storia greca, Milano: Rusconi, 1979
- Pericle: Un uomo, un regime, una cultura, Milano: Rusconi, 1980
- Nerone, Eracle, Ercole, Roma: L'Erma di Bretschneider, 1983
- The Scythians of Herodotus and the archaeological evidence, Napoli: Istituto Universitario Orientale, 1994
- (Con Peter Levi, Riccardo Giglielmino e Giovanni Giorgini), La Grecia e il mondo ellenistico. In La Storia (a cura di Massimo L. Salvadori), Vol. III, Roma: La biblioteca di Repubblica, 2004

### Di argomento romano
- La Gallia al tempo della caduta dell'impero romano, Bene Vagienne: Vissio, 1923
- La caduta della repubblica romana, Messina: Principato, 1924
- Silla: saggio sulla storia politica di Roma dall'88 all'80 a.C., Milano: Imperia, 1924
- La battaglia del Muthul, Firenze: Vallecchi, 1925
- Sallustio e la vita pubblica romana del suo tempo, Torino: Tip. Sociale Torinese, 1926
- La costituzione romana dai Gracchi a Giulio Cesare, Firenze: Vallecchi, 1928
- Augusto , Roma: Formiggini, 1929
- Chi ha vinta la guerra giugurtina, Roma: Edizioni Cremonese, 1931
- Ottaviano capoparte: storia politica di Roma durante le ultime lotte di supremazia, Voll. 2, Firenze: La Nuova Italia, 1933
- La Affectatio Regni di Cesare, Torino: L'Erma, 1934
- La campagna di Costantino nell'Italia settentrionale (a. 312), Torino: Società industriale grafica Fedetto, 1934
- Roma negli studi storici italiani, Torino: Edizioni de L'Erma, 1934
- Cicerone, le tre orazioni de lege agraria: 63 a.C., Torino: Edizioni de L'Erma, 1935
- La politica imperiale di Roma, prefazione di Cesare Maria De Vecchi di Val Cismon, Torino: Paravia & c., 1936
- Dopo Azio, Dione Cassio: appunti sulle fonti augustee, Voghera: Boriotti e Zolla, 1937
- La lotta per la successione di Giulio Cesare e l'avvento di Ottaviano Augusto, Milano: Vita e Pensiero, 1939
- S. Maurizio e la legione tebana: un precedente immediato della grande persecuzione di Diocleziano, Domodossola: Tip. Antonioli, 1940
- La politica estera di Roma antica, Milano: Istituto per gli studi di politica internazionale, 1942
- La composizione delle Res gestae divi Augusti, Torino: V. Bona, 1945
- Nerone: Saggio storico, Milano-Messina: G. Principato, 1945
- «Introduzione». In Jerome Carcopino, Les secrets de la correspondance de Ciceron, Napoli: Edizioni Scientifiche Italiane, 1948
- Roma dalle origini ad Augusto; dispense anno accademico 1948-49, Milano: La Goliardica, 1949
- Storia della religione di Roma antica; dispense del corso di Antichità Romane: anno accademico 1948-49, Milano: la Goliardica, 1949
- Tito Livio e gli ideali augustei, Napoli: Gaetano Macchiaroli editore, 1949
- (in collaborazione con Alfredo Passerini) Lineamenti di storia romana, Milano; Varese: Istituto editoriale Cisalpino, 1951
- Corso di archeologia: il problema spaziale in alcuni momenti dell'arte romana; dispense anno accademico 1950-51, Milano: C.E.U.M., 1951
- Il tempo di Augusto, Firenze: La nuova Italia, 1951
- Incivilis potestas, Milano: Giuffrè, 1954
- La politica di Giulio Cesare: rassegna bibliografica, Messina-Firenze: D'Anna, 1957
- Preistoria, storia romana, Torino: F. Casanova & C., 1960
- Brescia nell'età imperiale, Milano: La Goliardica, 1962
- Iscrizioni relative a Collegia dell'età imperiale, Pavia: Tip. del Libro, 1963
- L'impero romano: (dalla battaglia di Azio alla morte di Teodosio I), Torino: SEI, 1963
- Roma antica, Torino: UTET, 1963
- L'Impero romano: dalla battaglia di Azio alla morte di Teodosio. In: Paolo E. Arias (a cura di), Storia e antichità, Volume II: Storia di Roma, Tomo II, 1, Torino: S.E.I., 1963
- L'Italia dopo Annibale, Pavia: Amministrazione di Athenaeum, 1965
- Storia romana dagli Etruschi a Teodosio, Milano; Varese: Istituto editoriale cisalpino, 1967
- La fondazione del Principato, Milano: Marzorati, 1968
- L'Italia antica, Milano: A. Mondadori, 1968
- Nerone e i suoi tempi, Milano: Cisalpino-Goliardica, 1973
- Il tribunato della plebe e altri scritti su istituzioni pubbliche romane , Milano: Cisalpino-La goliardica, 1978
- Commodo ed Ercole, Padova: Antenore, 1980
- Il regno delle api e la domus Augusta , Napoli: Macchiaroli, 1983
- Nerone, Eracle, Ercole, Roma: L'Erma di Bretschneider, 1983
- L'Italia antica: Dalla preistoria alla fine dell'età imperiale , Milano: Mondadori, 1984
- Augusto e il suo tempo, Milano: Rusconi Editore, 1986
- Il mondo dei greci e dei romani , Padova: Piccin, 1987
- L'Italia nell'evo antico, Padova: Piccin, 1988, ISBN 8829903299
- Ercole e Semo Sanco (Properzio, IV, 9,70 ss.) , Napoli: Macchiaroli, 1989
- Plebei e patrizi nella Roma arcaica, Como: New Press, 1992
- Storia romana dalle origini al 476 d.C., Bologna: Cisalpino, 1992
- Adriano Augusto: studi e ricerche, Roma: L'Erma di Bretschneider, 1993
- Adriano: un ventennio di cambiamento, Milano: Rusconi Libri, 1994
- Ercole e Roma, Roma: L'Erma di Bretschneider, 1997

### Di argomento vario
- Tradizione e storia: prolusione, Torino: tip. sociale torinese, 1924
- Contributi alla storia dei re d'Italia nel sec. X. Nota, Torino: Tip. V. Bona, 1928
- La politica delle nascite, Torino: Druetto, 1930
- Gli argenti di Marengo, Torino: s.n., 1936
- Classe dominante e ceto di governo, Milano: Istituto editoriale italiano, 1948
- Corso di storia antica: Per il Ginnasio superiore, Torino: G. B. Paravia e C., 1948
- Storia classica e storia universale, Napoli: Associazione italiana di cultura classica, 1952
- La storia antica negli studi sovietici, Milano: Cisalpino-goliardica, 1958
- La televisione e i suoi riflessi sociali , Roma: Gismondi, 1958
- Le Università in U.S.A, Firenze: Le Monnier, 1960
- Sulla applicabilità della analisi sociologica agli studi di storia antica. Nota, Milano: Istituto lombardo di scienze e lettere, 1961
- La lotta politica nel mondo antico, Milano: Mondadori, 1963 (anche in due ed. inglesi: Londra 1965 e New York 1968).
- La società nel mondo classico, Torino: ERI classe unica, 1966
- Protesta giovanile e riforma Universitaria, Roma: Istituto Grafico Tiberino, 1968
- Il mondo antico e la Grecia arcaica, Torino: Utet, 1969
- Neo positivismo e tecnologia moderna nell'indagine storica, Milano: s.n., 1969
- Né liberi né schiavi: gruppi sociali e rapporti di lavoro nel mondo ellenistico-romano , Milano: Cisalpino-Goliardica, 1976
- Il re pastore, Palermo: Thule, 1978
- Tradizione e controcultura: l'ora dei tradizionalisti e dei monarchici , Palermo: Edizioni Thule, 1978
- Strutture e residui politici nell'antichità , Napoli: Macchiaroli, 1983
- Note di metodo , Milano: Cisalpino Goliardica, 1987
- Il mondo dei greci e dei romani, Padova: Piccin, 1987
- Asiatic and Western subordination in antiquity: laoi, dediticii and familia , Tokyo: the society for studies on resistance movements in antiquity, 1988
- I nomadi alla frontiera: i popoli delle steppe e l'antico mondo greco-romano, Roma: L'Erma di Bretschneider, 1989
- La città antica: morfologia e biografia della aggregazione urbana nell'antichità , Roma: L'Erma di Bretschneider, 1989
- Il Gruppo di combattimento Friuli nella guerra di liberazione , Roma: Centro studi e ricerche storiche sulla guerra di liberazione, 1997